# Garūābād
Garūābād (persiska: گَرد آباد, گرو آباد, Gardābād) är en ort i Iran.   Den ligger i provinsen Västazarbaijan, i den nordvästra delen av landet, 600 km väster om huvudstaden Teheran. Garūābād ligger 1 331 meter över havet och antalet invånare är 537.
Terrängen runt Garūābād är platt.Runt Garūābād är det ganska tätbefolkat, med 185 invånare per kvadratkilometer. Närmaste större samhälle är Urmia, 9,8 km söder om Garūābād. Trakten runt Garūābād består till största delen av jordbruksmark.